# Коропська селищна територіальна громада
Коропська селищна територіальна громада — територіальна громада в Україні, в Новгород-Сіверському районі Чернігівської області. Адміністративний центр — селище Короп.
Площа громади — 835,24 км², населення — 15 685 мешканців (2018).

## Історія
Утворена 9 вересня 2016 року шляхом об'єднання Коропської селищної ради та Атюшівської, Билської, Будищенської, Вишеньківської, Вільненської, Городищенської, Карильської, Краснопільської, Лукнівської, Нехаївської, Оболонської, Поліської, Риботинської, Рижківської, Рождественської, Шабалинівської сільських рад Коропського району.
Відповідно до розпорядження Кабінету Міністрів України № 730-р від 12 червня 2020 року «Про визначення адміністративних центрів та затвердження територій територіальних громад Чернігівської області», до складу громади були включені території Райгородоцької сільської ради та Сохачівської сільської ради 
Коропського району .
Відповідно до постанови Верховної Ради України від 17 липня 2020 року «Про утворення та ліквідацію районів», громада увійшла до складу новоствореного Новгород-Сіверського району.

## Старостинські округи
- Атюшівський
- Бильський
- Вишеньківський
- Вільненський
- Карильський
- Краснопільський
- Лукнівський
- Нехаївський
- Оболонський
- Поліський
- Риботинський
- Рождественський
- Шабалинівський

## Населені пункти
До складу громади входять 4 селища (Груди, Зайцеве, Короп, Лиса Гора) і 46 сіл: Атюша, Билка, Борисове, Будище, Бужанка, Вишеньки, Вільне, Галичівка, Городище, Горохове, Гута, Дрібці, Єгорівка, Жернівка, Карацюбине, Карильське, Краснопілля, Кучі, Лебедин, Лубенець, Лукнів, Мохове, Накот, Некрите, Нехаївка, Новоселиця, Нориця, Оболоння, Подоляки, Поліське, Поляна, Придеснянське, Пуста Гребля, Райгородок, Ранок, Риботин, Рижки, Рождественське, Рубанників, Синявка, Сохачі, Станове, Тарасівка, Черешеньки, Чорнявка, Шабалинів.